# U 215
U 215 war ein deutsches U-Boot vom Typ VII D, das von der deutschen Kriegsmarine im Zweiten Weltkrieg im Westatlantik und vor der US-amerikanischen Ostküste eingesetzt wurde. Der Typ VII D war als Minenleger konzipiert.

## Bau und Indienststellung
Die Kieler Germaniawerft baute bereits seit 1934 – zunächst noch unter Geheimhaltung, U-Boote für die damalige Reichsmarine und für den Export. Nach Kriegsbeginn wurde die Fertigung von Großkampfschiffen nahezu eingestellt und die Kapazitäten der Werft mit dem Bau von U-Booten ausgelastet. Die Germaniawerft wurde insbesondere mit der Fertigung von Sonderentwicklungen beauftragt und stellte eine Vielzahl ungewöhnlicher U-Boot-Typen her. Bis Kriegsende wurden sechs VII D-Boote an die Kriegsmarine ausgeliefert.  Diese U-Bootklasse stellte eine Weiterentwicklung des „Atlantikboot“ genannten Typs VII C dar, war aber als Minenleger konzipiert. Hinter dem Turm hatten diese Boote eine Sektion zum Ausstoß von Minen. Ein VII D-Boot war 76,9 m lang und verdrängte unter Wasser 1.080 m³. Zwei je 1.400 PS starke Dieselmotoren erbrachten bei Überwasserfahrt eine Geschwindigkeit von 16 kn, das entspricht 29,6 km/h. Die Kiellegung von U 215 fand am 15. November 1940 statt, der Stapellauf erfolgte am 9. Oktober 1941 und die Indienststellung durch Kommandant Hoecker am 22. November 1941. Als Bootszeichen wählte die Besatzung ein hetzendes, rattenähnliches Nagetier.

## Kommandant
Kapitänleutnant Fritz Hoeckner wurde am 22. Dezember 1912 in Berlin-Schöneberg geboren und er trat am 23. September 1933 in die Reichsmarine ein. Bei Kriegsbeginn diente er als 1. Wachoffizier auf dem  Flottenbegleiter F-7 und bei verschiedenen Minensuchflottillen. Im Frühjahr 1941 meldete er sich zur U-Bootwaffe. Nach einer U-Bootausbildung und einem Kommandantenlehrgang kam er im September zur 1. U-Flottille. Am 22. November desselben Jahres erhielt er das Kommando auf U 215, das er bis zur Versenkung des Bootes innehatte. Nach seinem Tode wurde Fritz Hoeckner am 1. November zum Korvettenkapitän befördert. Die Beförderung wurde für das Rangdienstalter auf den 1. Juli rückdatiert.

## Geschichte
Bis zum 30. Juni 1942 gehörte U 215 zur 5. U-Flottille und war in Kiel stationiert. Das Boot unternahm in dieser Zeit Ausbildungsfahrten in der Ostsee zum Training der Besatzung.

### Einsatz
Am 9. Juni 1942 verließ U 215 Kiel zu seiner ersten und einzigen Unternehmung. Kommandant Hoeckner war befohlen worden, den Nordatlantik zu überqueren, um im Seegebiet bei Nova Scotia vor dem Kap Sable zu patrouillieren. Das Boot erreichte das Zielgebiet am 1. Juli. Zu diesem Zeitpunkt liefen zwei stark gesicherte Geleitzüge mit Truppentransportern unter dem Schutz von einem Schlachtschiff, einem Kreuzer und 14 Zerstörern von Halifax in Richtung Großbritannien aus. U 215 traf jedoch auf einen erheblich kleineren und weniger gut gesicherten Konvoi. Kommandant Hoeckner entschloss sich zum Angriff und versenkte den amerikanischen Liberty-Frachter Alexander Macomb, der zum Geleitzug BX-2 gehörte.

### Verbleib
U 215 wurde von dem zur Geleitsicherung des Konvois BX-2 gehörenden kleinen  britischen U-Boot-Jäger Le Tigre durch Wasserbomben versenkt.

## Entdeckung des Wracks
Am 13. Juli 2004 entdeckte eine Gruppe von Tauchern das Wrack von U 215. Es war das erste deutsche U-Boot, das in kanadischen Gewässern gefunden wurde. Von dem Boot selber war wenig zu erkennen, denn die Turmverkleidung sowie die Verkleidung der fünf Minenschächte fehlten vollständig. Nur noch die Periskope und die versiegelten Minenschächte waren erhalten geblieben.